# Прошвиц, Ник
Ник Прошвиц (нем. Nick Proschwitz; род. 28 ноября 1986, Вайсенфельс, Галле) — немецкий футболист, нападающий клуба «Эппинген».

## Клубная карьера
Воспитанник молодёжных команд «Михелау», «Лихтенфельс», «Халльштадт» и «Гройтер Фюрт». Первый профессиональный контракт подписал в сезоне 2004/05 и начал выступать за дубль «Хоффенхайма». До сезона 2009/10 играл за дубли ещё трёх клубов в региональной лиге и оберлиге. В общей сложности провёл 91 игру, забил 27 мячей.
В 2009 перешёл в лихтенштейнский «Вадуц», который играл во второй швейцарской лиге. Стал лучшим бомбардиром первенства, забив за 29 игр 23 мяча. Сделал один хет-трик, 5 дублей, забил 7 пенальти. Также в составе клуба стал обладателем Кубка Лихтенштейна (в основное время матч закончился 1:1, дополнительное время победителя не выявило, а в серии пенальти Ник забил 5 победный пенальти). Также дебютировал в еврокубках, в частности провёл 4 матча в Лиге Европы, голов не забил.
По окончании сезона перешёл в «Тун», который, в отличие от «Вадуца» смог подняться в высшую лигу Швейцарии. В новом клубе Ник сыграл 31 матч, поразив ворота 8 раз. 12 апреля дал понять руководству, что хотел бы перейти в «Люцерн».
Подписал с клубом 3-летний контракт, однако из-за перестановок в руководстве команды, был вынужден практически сразу покинуть клуб.
Вернулся в Германию и подписал контракт с клубом второй бундеслиги «Падерборн 07». В первом же матче отметился голом, всего забил 17 мячей, разделив звание Лучшего Бомбардира с Александром Майером и Оливье Оксеаном.
19 июля 2012 года подписал контракт с «Халл Сити». Его трансфер обошёлся новому клубу в € 3.3 млн. (2,6 млн фунтов стерлингов). Дебютировал за клуб в матча Кубка Лиги (1-1 в основное и доп. время) против «Ротерем Юнайтед». Ник забил один из послематчевых пенальти. В чемпионате дебютировал через неделю, в победном матче (1-0) против «Брайтона». Первый гол забил 20 октября, в ворота «Ипсвич Тауна», он вышел на замену и сделал дубль.
4 мая 2013 года Ник забил важный гол на 58 минуте встречи (счёт стал 2:1) против «Кардифф Сити», благодаря этому голу «Халл Сити» выходил напрямую в Премьер-лигу. Однако за несколько минут до конца Ник не забил пенальти, а буквально в следующей атаке счёт стал 2:2, и теперь судьба путёвки висела на волоске, и зависела от результата параллельного матча «Лидс» — «Уотфорд» («Уотфорд» являлся основным конкурентом «Халла» за путёвку). К счастью «Лидс» ту игру выиграл, и «Халл» получил повышение в классе. Всего в дебютном сезоне он забил 5 мячей (3 в лиге и 2 в кубковых матчах).

## Достижения
Командные:
- Кубок Лихтенштейна («Вадуц»): 2010
- Второе место в Чемпионшипе («Халл Сити»): 2012/13

Индивидуальные:
- Лучший бомбардир второй швейцарской лиги («Вадуц»): 2009/10
- Лучший бомбардир второй немецкой Бундеслиги («Падерборн 07»): 2011/12

## Интересные факты
«Халл Сити» является первым клубом в карьере Ника, в котором он проводит больше одного сезона. До этого он поиграл в 8 разных клубах за 8 лет.